# Rue Tournefort (Paris)
Pour les articles homonymes, voir Rue Tournefort.
La rue Tournefort est une voie du 5e arrondissement de Paris située dans le quartier du Val-de-Grâce. 

## Situation et accès
Il s'agit d'une rue qui présente la particularité d'avoir un passé très littéraire, tant par les écrivains qui y vécurent que par les maisons d'éditions qui y eurent leur siège (comme les éditions de la Pléiade) ou ses descriptions dans divers cycles romanesques.
La rue Tournefort est desservie par la ligne 7 à la station Place Monge qui est la plus proche. La station Cardinal Lemoine sur la ligne 10 assure également la desserte à proximité immédiate, en passant par la rue du même nom.

## Origine du nom
Elle porte le nom du botaniste français Joseph de Tournefort (1656-1708).

## Historique
Anciennement « ruelle Chartière », puis « rue Neuve-Sainte-Geneviève », cette rue est ouverte sur le clos de Sainte-Geneviève au début du XVIIe siècle. Elle est citée sous le nom de « rue Neufve Sainte Geneviefve » dans un manuscrit de 1636. La rue a accueilli la communauté de Sainte-Aure, créée en 1637 par le curé Gardeau de l'église Saint-Étienne-du-Mont, dont la mission était de recueillir les jeunes filles de condition très modeste « en butte au libertinage ». Elle apparaît sur le plan de Gomboust en 1652.
En 1663, la rue était également réputée pour son jeu de paume de la Grande-Roche. En 1707, la communauté de Sainte-Aure fit construire une église et un couvent dans lequel Jeanne Vaubernier, la future comtesse du Barry, favorite de Louis XV, fut notamment élevée de 1753 à 1758. Le couvent est supprimé en 1790 et les bâtiments, devenus biens nationaux, furent vendus.
C'est à la même époque (1707) que les premiers spiritains s'installèrent rue Neuve-Sainte-Geneviève en compagnie de Claude Poullart des Places.

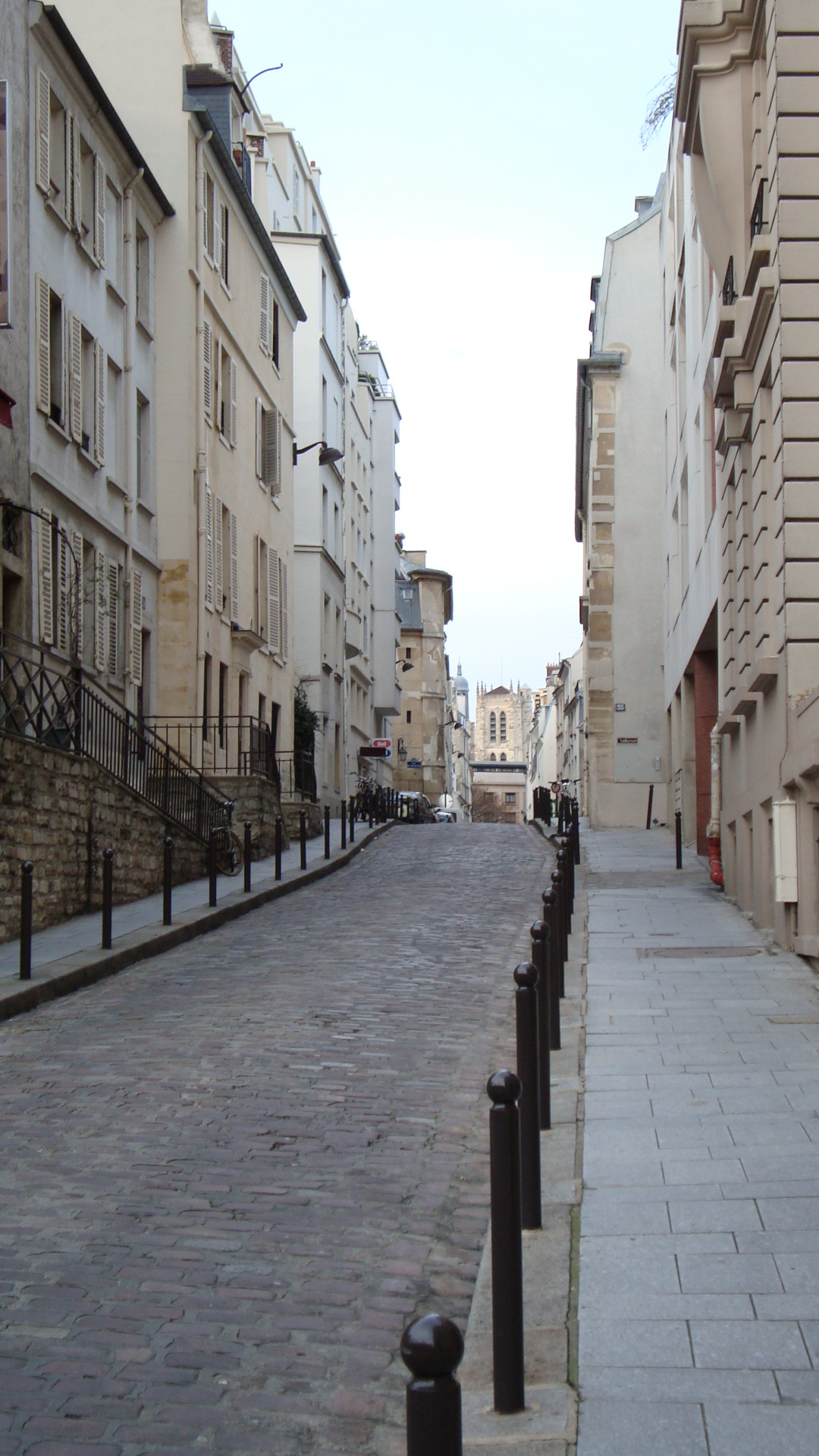
La rue Tournefort avec au loin la tour Clovis du lycée Henri-IV.
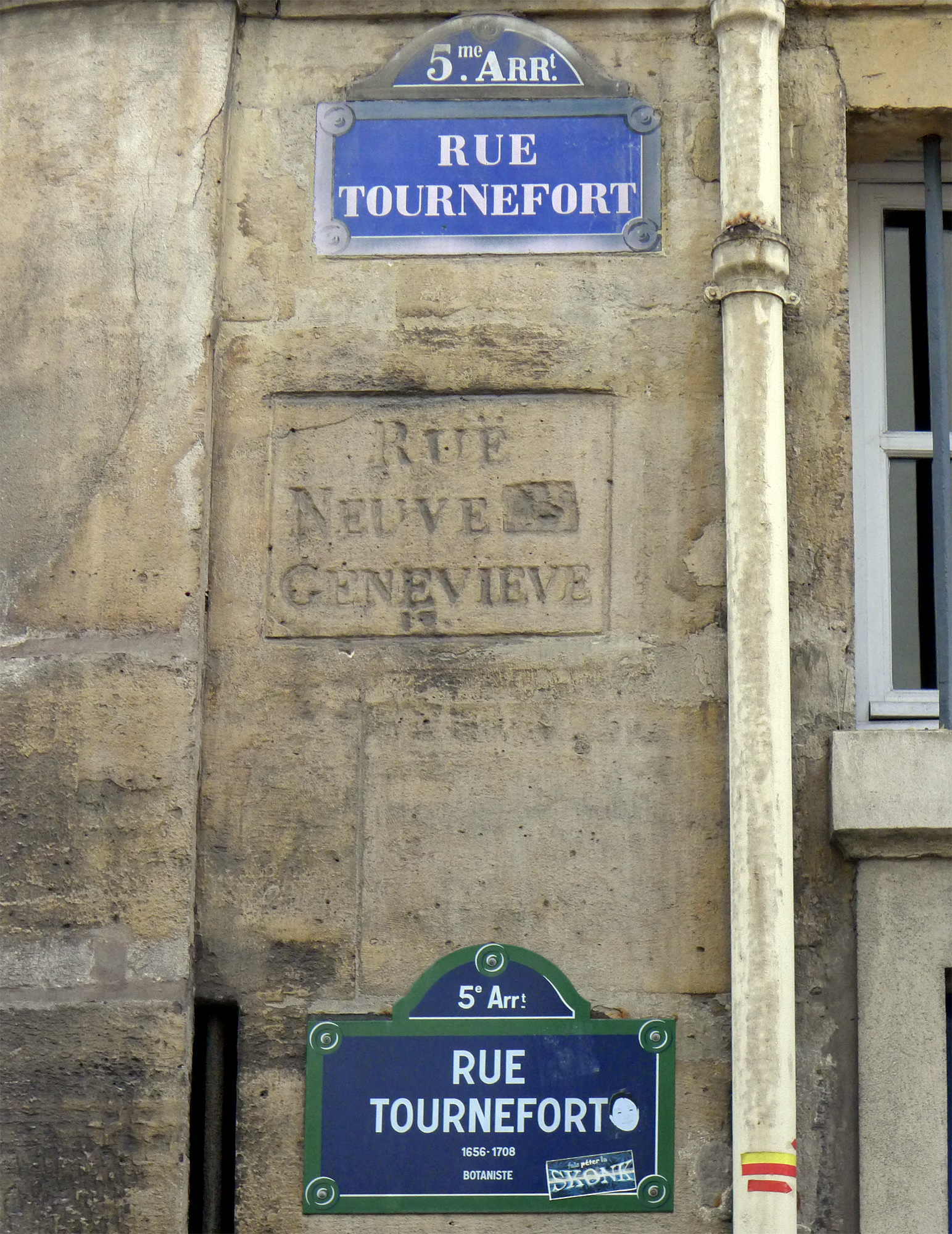
Ancien nom de la rue entre deux plaques récentes ; le « Ste » de Geneviève a été martelé à la Révolution.

Le 24 août 1864, elle est rebaptisée « rue Tournefort » en hommage au botaniste Joseph Pitton de Tournefort (1656-1708).
Le 15 juillet 1918, durant la première Guerre mondiale, un obus lancé par la Grosse Bertha explose au no 19 rue Tournefort.

## Bâtiments remarquables et lieux de mémoire
- Au no 2, l'écrivain Élémir Bourges vécut de 1874 à 1881 et écrivit son roman Le Crépuscule des dieux.
- Au no 6, l'éditeur Jacques Schiffrin fonda les Éditions de la Pléiade en 1923[3].
- Des nos 7 à 11, l'ancienne caserne des gardes françaises, datant de 1775 et inscrite aux monuments historiques depuis 1973, également appelée « caserne de la rue Neuve-Sainte-Geneviève[4] ».
- Au no 8, entre 1943 et 1944 furent cachés et hébergés par Madame Andrée Goubillon[5], 42 parachutistes français des réseaux du plan Sussex, commandés par le colonel Malcolm Henderson (en) pour la libération de la France

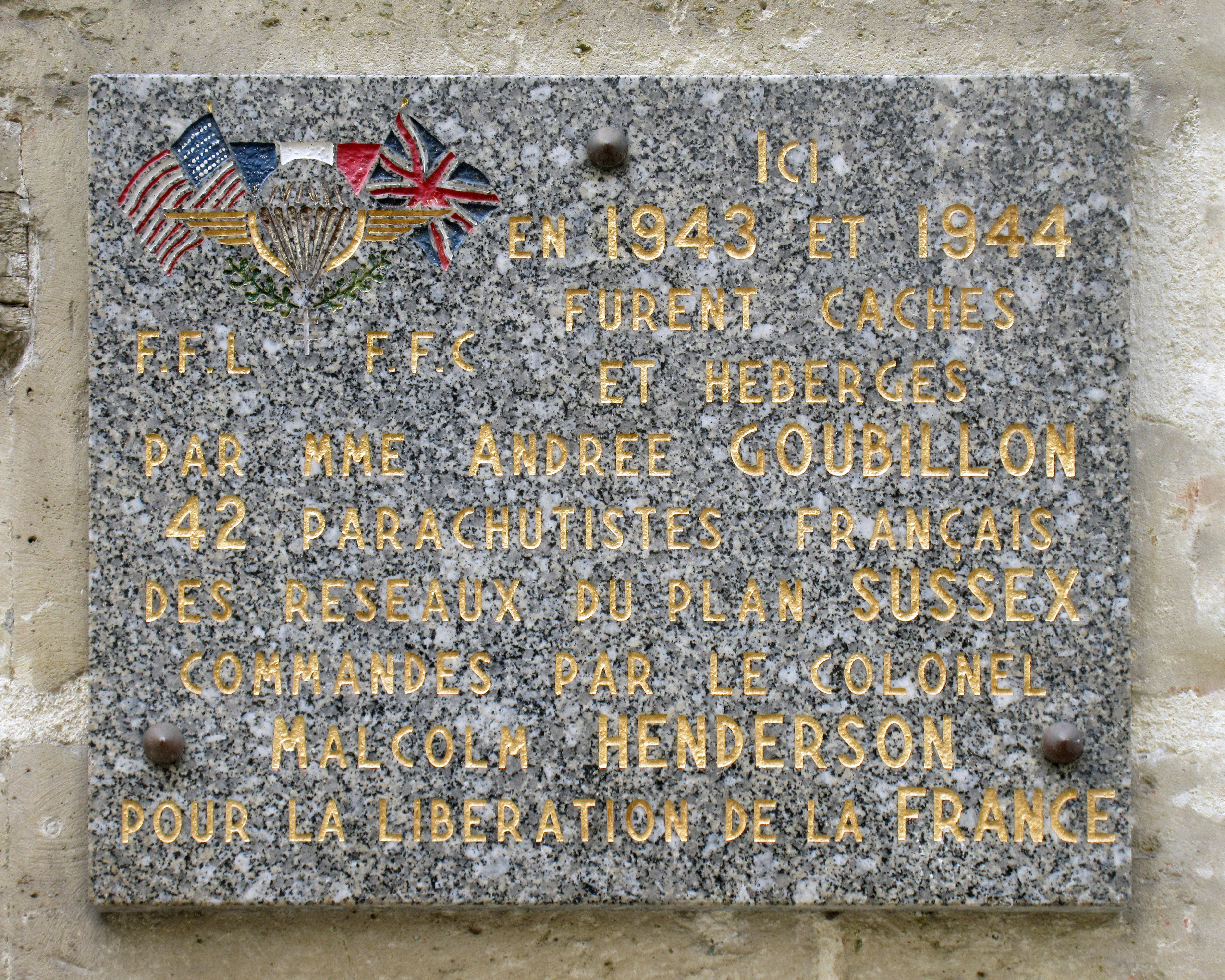
Plaque commémorative du no 8

- Au no 10, Lucien Lautrec, un peintre de l'École de Paris, avait sa maison et son atelier de 1955 à 1979[6]. De 1986 à 2012, siège de la librairie portugaise et brésilienne, créée par Michel Chandeigne.
- Au no 12 existait ici, jusque dans les années 1970, un petit café, Le Réseau Sussex, tenu par une ancienne résistante. De nombreux étudiants s'y pressaient pour déguster un café à l'ancienne, au prix dérisoire.
- Des nos 16 à 20, l'ancien couvent des dames Bénédictines du Saint-Sacrement datant du XVIe siècle et XVIIe siècle, inscrit aux monuments historiques depuis 1975[7].

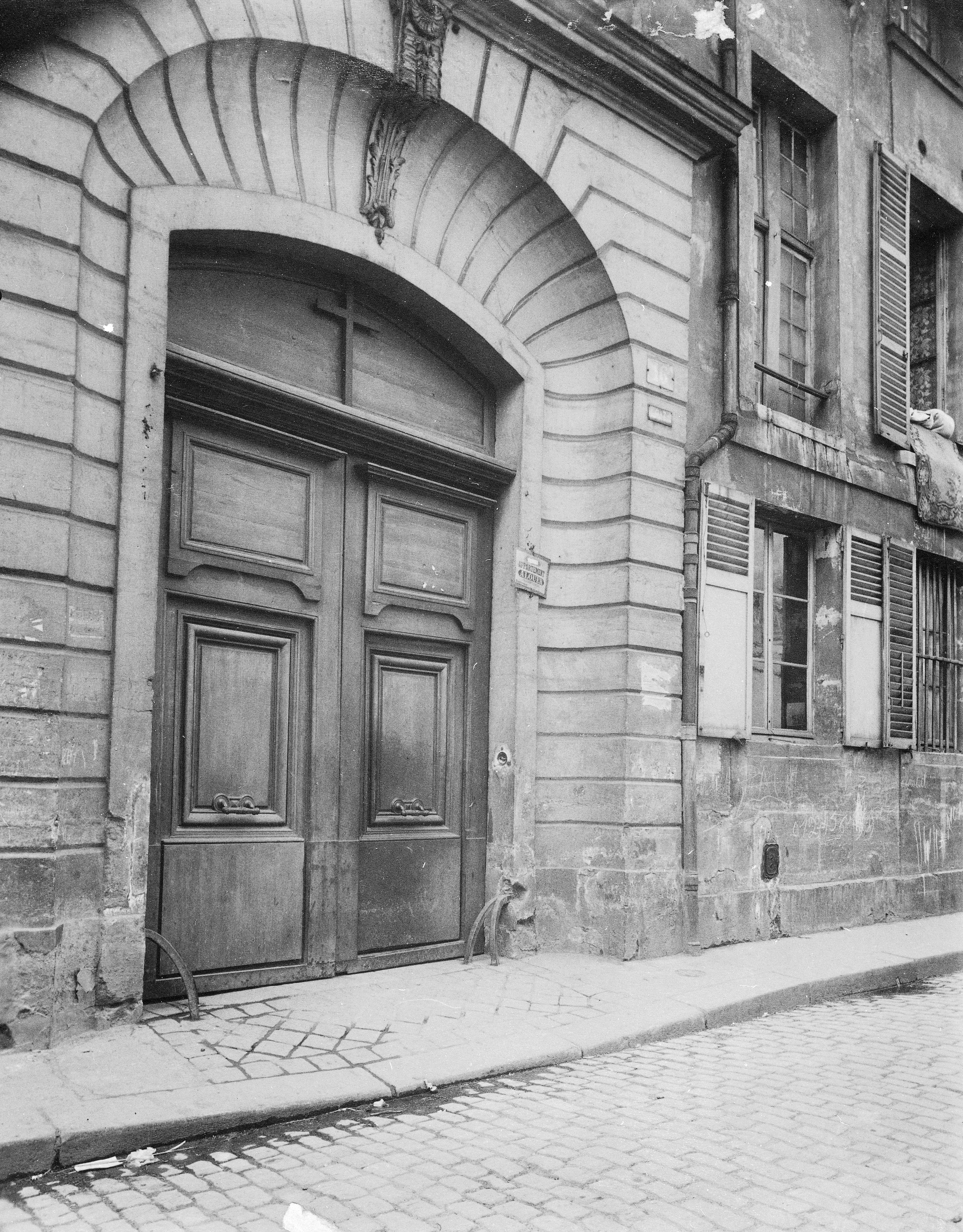
Entrée du no 16 vers 1900 (photographie d'Eugène Atget).
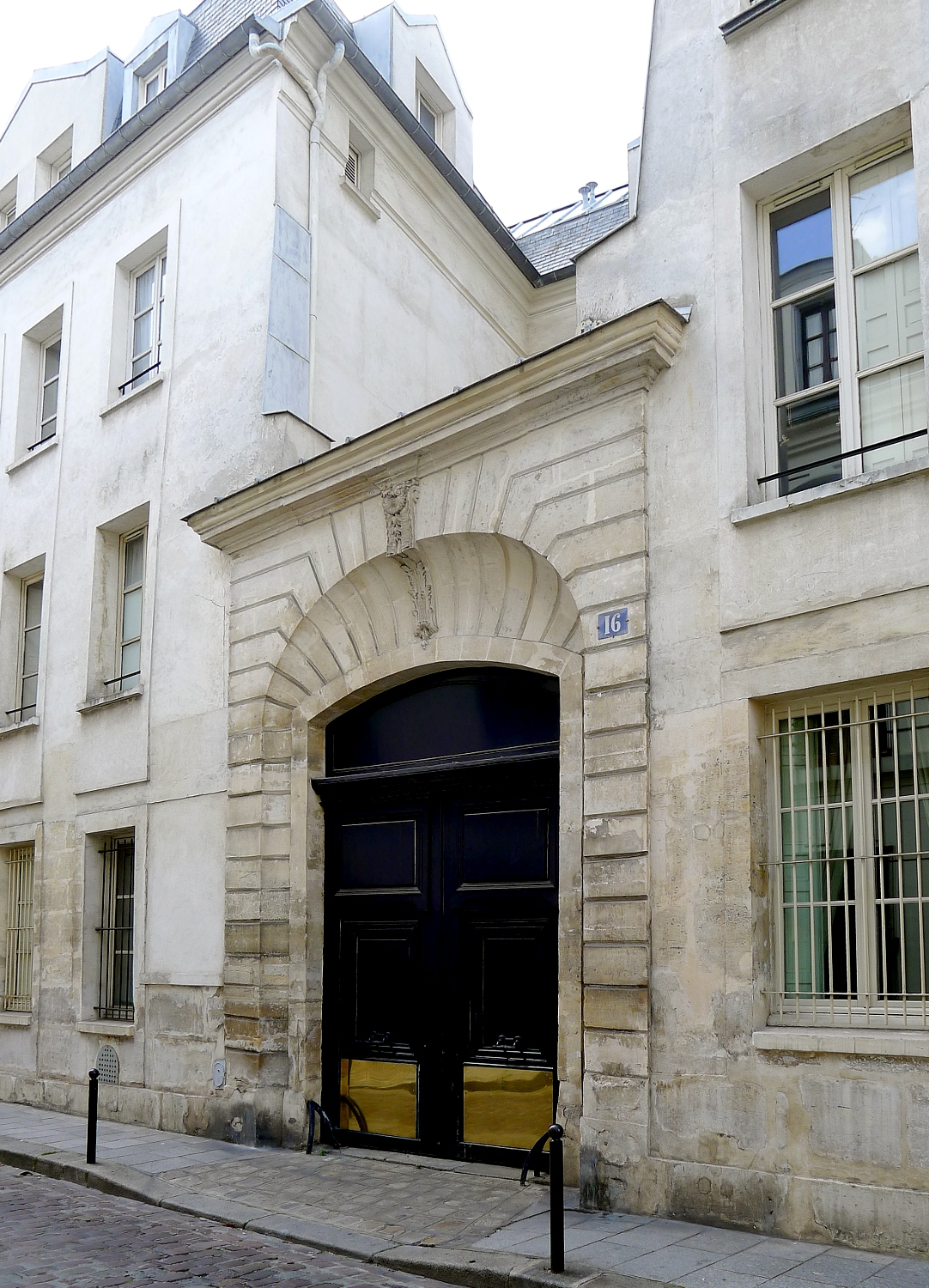
Entrée du no 16 en 2011.
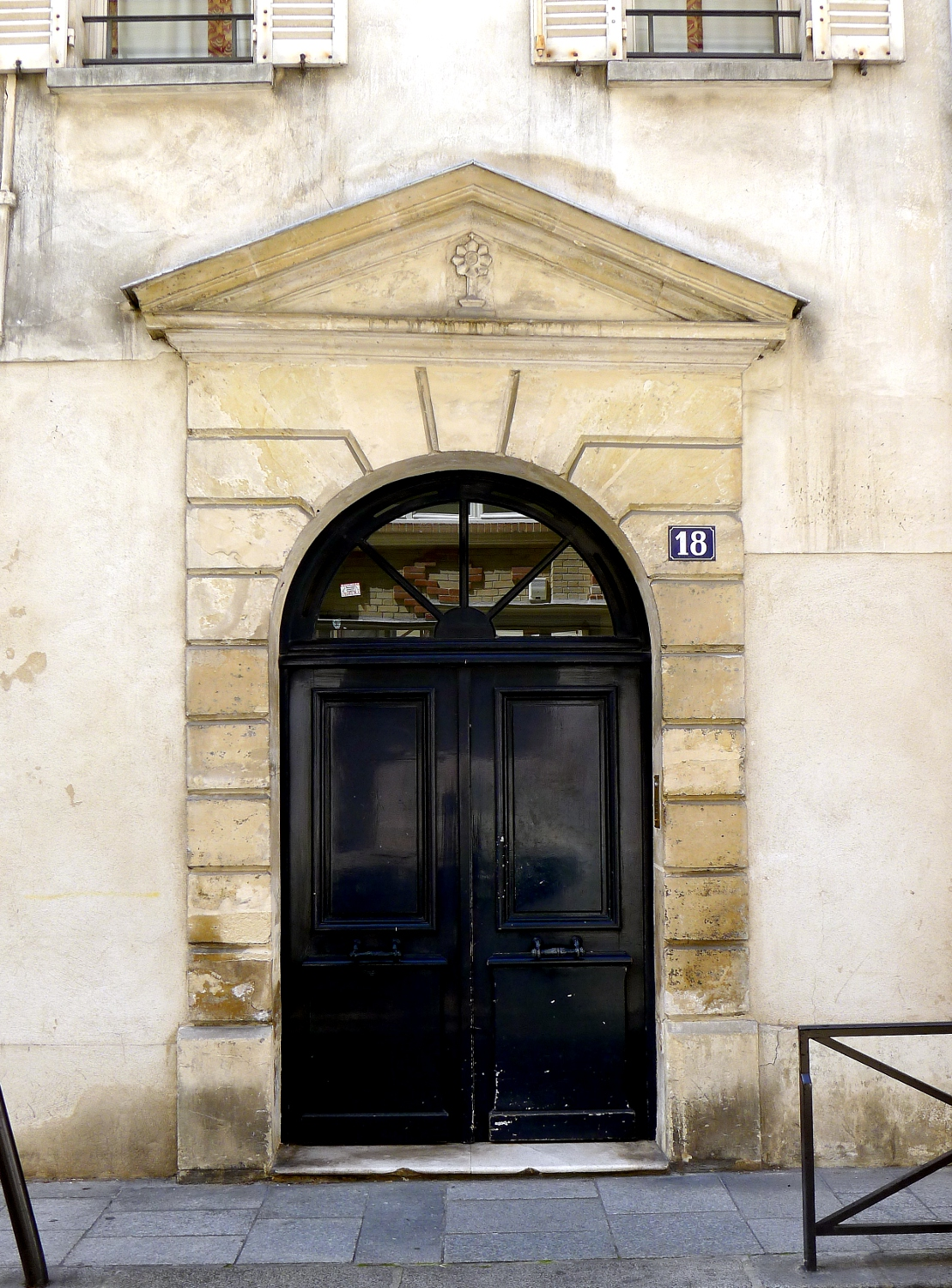
Entrée du no 18.
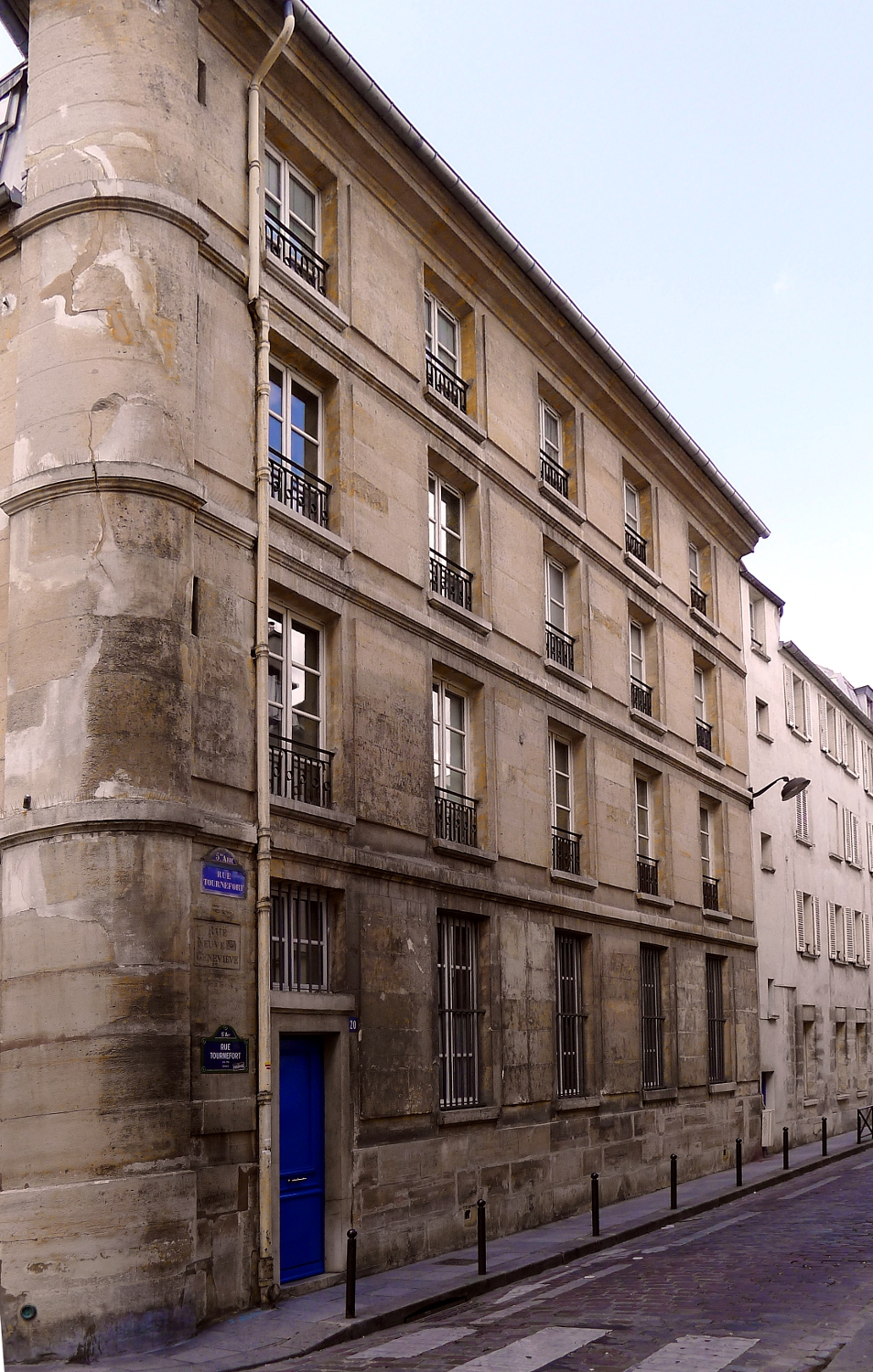
Entrée du no 20.

- Au no 24, le poète Paul Celan habita de 1967 à 1970, et y écrit le poème 24, rue Tournefort le 6 juin 1968.
- Au no 25, l'écrivain Prosper Mérimée habita en 1820[6].
- Au no 35, la société Inventel s'est établie dans les années 1990 et a créé la Livebox de Wanadoo (devenue Orange).

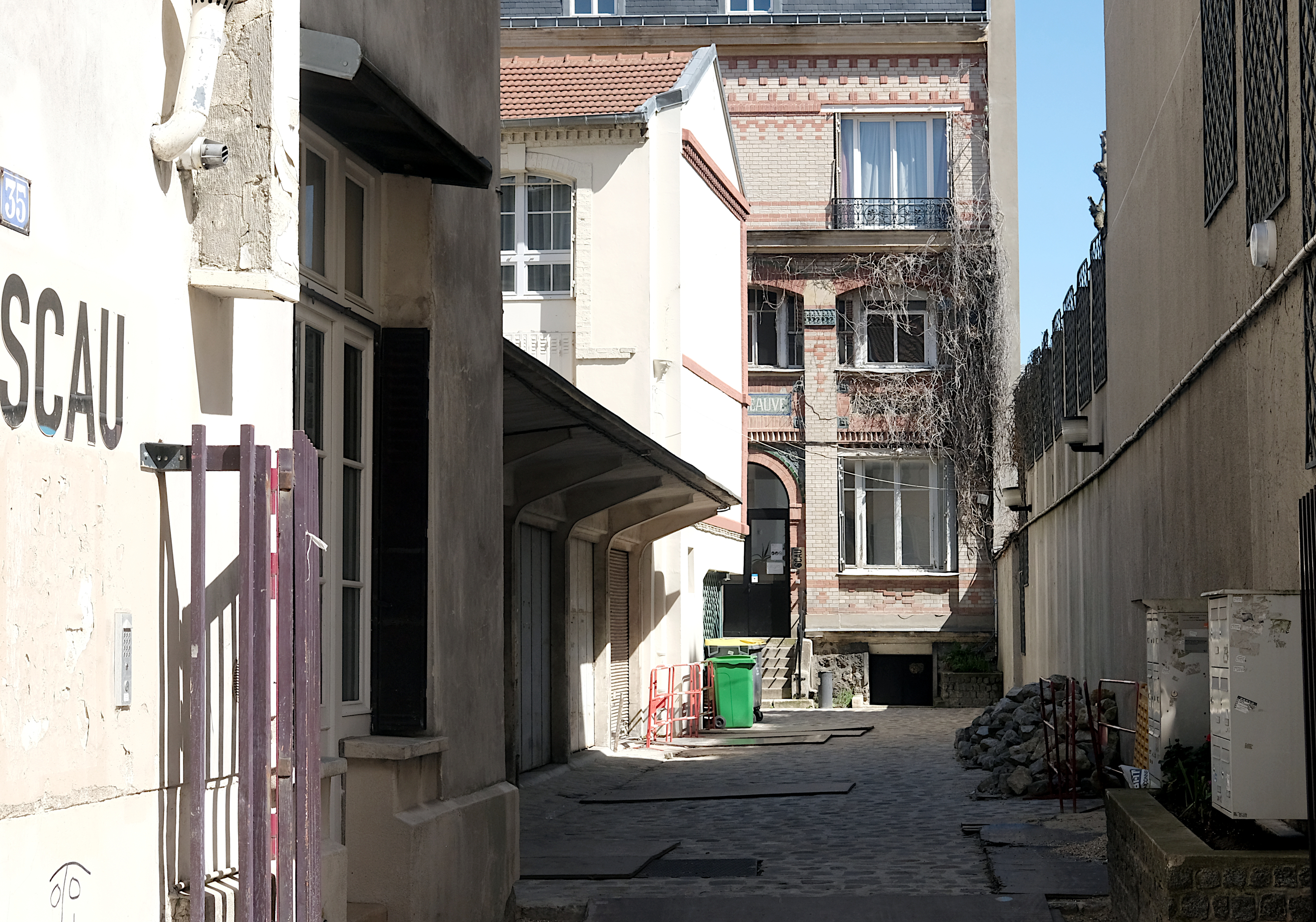
Entrée du no 35.

- Au no 37, la Maison fraternelle de l'église réformée de Port-Royal.
- Au no 41, l‘immeuble Concordia est un ancien foyer étudiants, construit par Jean Albert Hébrard, en 1910. L’architecte a ajouté le grand portail à colonnes en 1921[8].

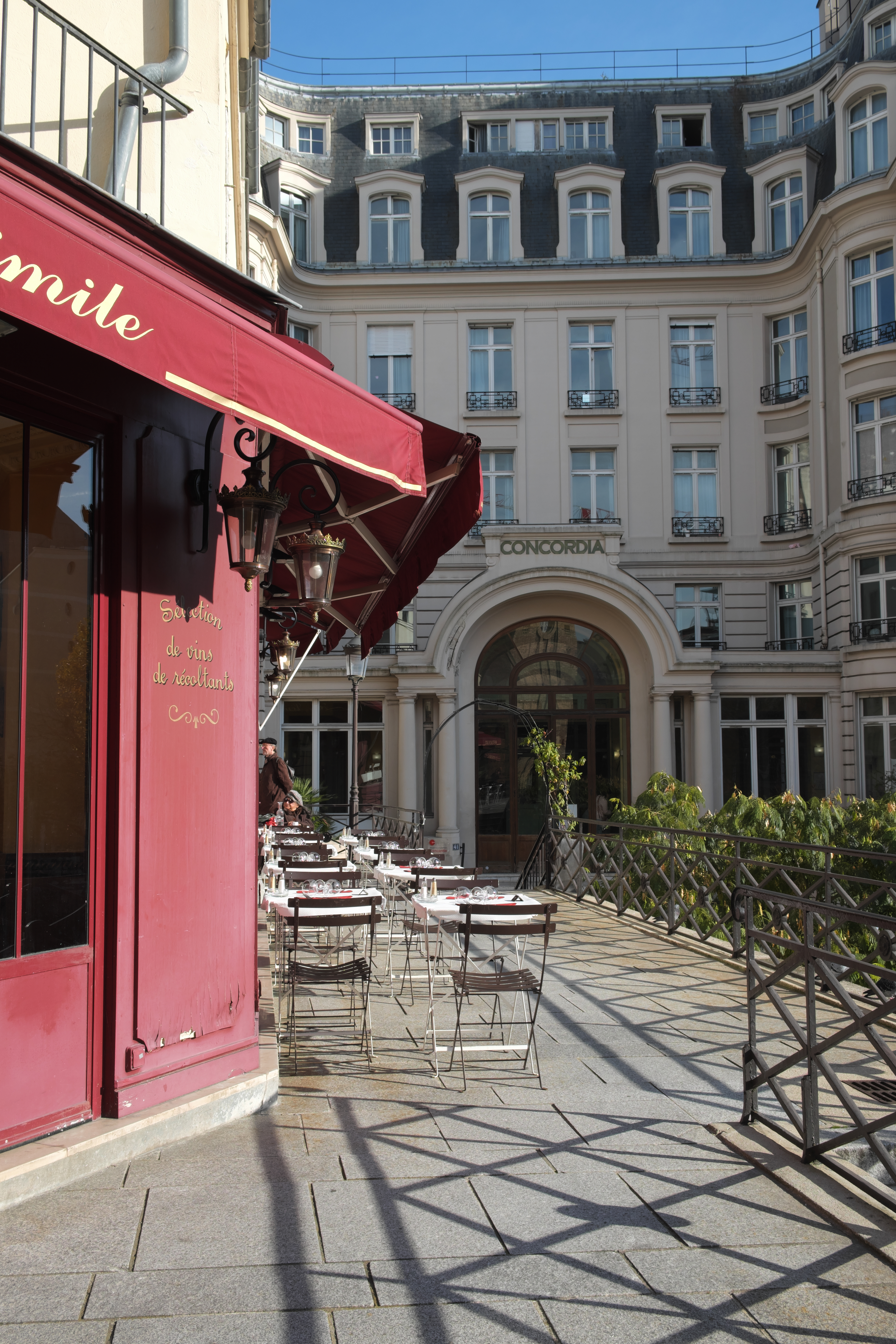
Entrée du no 37 : résidence "Concordia".

### Dans la culture
Honoré de Balzac y situe, dans les années 1810 à 1840, la maison Vauquer, qui voit défiler quelques-uns des personnages de La Comédie humaine, dont le plus ancien locataire des lieux, le père Goriot (la pension Vauquer se situe au no 24). La pension Vauquer se situe à l'endroit où le terrain s'abaisse vers la rue de l'Arbalète par une pente si brusque (à l'époque) que les chevaux la montent ou la descendent rarement.
Georges Duhamel y fait fréquemment déambuler son personnage de Louis Salavin, anti-héros de Vie et aventures de Salavin, qui habite dans la rue du Pot-de-Fer voisine.
Dans Les Misérables, de Victor Hugo, Javert poursuit Jean Valjean dans cette rue. 
Plus récemment, la rue, ainsi que la place Lucien-Herr, furent un des lieux du tournage du film Le Magnifique (1973) de Philippe de Broca, où la résidence étudiante Concordia est fréquentée par Christine (Jacqueline Bisset), qui y fait ses études de sociologie.